# Chiesa cattolica riformata del Venezuela
La Chiesa cattolica riformata del Venezuela (rito anglicano) è una giurisdizione della Chiesa anglicana latino-americana, parte della Comunione anglicana ortodossa.

## Storia
La giurisdizione fu inaugurata nel giugno 2008 da membri delle Chiese cattolica, anglicana, e luterana. Secondo gli organi di stampa i capi della Chiesa hanno espresso il loro appoggio a parte della politica del presidente Hugo Chávez.
Diversi alti prelati cattolici hanno criticato la nuova giurisdizione per il tentativo di dividere la Chiesa cattolica e hanno chiesto ai cattolici di evitare questa Chiesa.
Questa Chiesa non dev'essere confusa con la Chiesa cattolica riformata presente negli Stati Uniti.
Metropolita della giurisdizione è Enrique Albornoz.